# Yves-Alain Favre
Yves-Alain Favre (* 20. August 1937; † 4. Juli 1992)  war ein französischer Romanist und Literaturwissenschaftler.

## Leben und Werk
Favre war Agrégé. Er habilitierte sich 1975 an der Universität Paris IV mit den beiden Thèses La recherche de la grandeur dans l'œuvre de Suarès (Paris 1978) und (Hrsg.) André Suarès, Spleen. 1981 gründete er an der Universität Pau das Centre de Recherche sur la Poésie Contemporaine (CRPC), später Centre de Recherches en Poétiques et Histoire littéraire (CRPHL).

## Weitere Werke

### Zum Werk von André Suarès
- (Hrsg.) Antiennes du Paraclet (1976) Vita Nova (Paris 1977) Caprices. Poèmes inédits (Paris 1977) Ellys et Thanatos (Mortemart 1978) Ce monde doux-amer (Nantes 1980) Temples grecs, maisons des dieux (Paris 1980) Poétique (Mortemart 1980) Pour un portrait de Goya (Mortemart 1983) L'Art et la vie (Mortemart 1984) Don Juan (Mortemart 1987) Landes et marines (Saint-Cyr-sur-Loire 1991)
- (Hrsg.) Suarès et l'Allemagne, Paris 1977
- (Hrsg.) Le Colloque André Suarès [5 mars 1977], Paris 1977
- (Hrsg.) Correspondance Jean Paulhan-André Suarès 1925–1940,  Paris 1987 (Cahiers Jean Paulhan 4);  1940–1948, Mortemart 1992
- (Hrsg. mit Monique Kuntz) Larbaud, Suarès. Colloque de Cerisy-la-Salle (3-10 septembre 1983), Paris 1987

### Zu anderen Autoren
- (Hrsg.) L’écrivain et son moi, Paris 1973
- Saint-John Perse. Le langage et le sacré, Paris 1977
- (Hrsg.) Mallarmé, Poésies, 2 Bde., Paris 1977–1978 (Nouveaux Classiques illustrés Hachette)
- (Hrsg.) Jean de Bosschère, Fragments du "Journal d'un rebelle solitaire". 1946–1948, Paris 1978;   1948–1952, Mortemart 1980
- (Hrsg. mit Gabriel Jourdain)  Dictionnaire des auteurs de langue française, Paris 1980
- Supervielle. La rêverie et le chant dans "Gravitations", Paris 1981
- (Hrsg. mit Michel Lécureur) Diversité de Marcel Aymé, Le Havre 1982
- (Hrsg.) Théophile Briant, Légendaires. 1, Mortemart 1983
- (Hrsg.) Colloque Patrice de La Tour du Pin tenu à la Sorbonne le 21 et 22 novembre 1981, Paris 1983
- (Hrsg.) Mallarmé, Œuvres, Paris 1985, 1992 (Classiques Garnier)
- (Hrsg.) Yves Bonnefoy. Poésie, art et pensée. Colloque international 9-11 mai 1983, Pau 1986
- (Hrsg.) Victor Segalen. Colloque international, 13-16 mai 1985, 2 Bde., Pau 1987
- Jammes et la terre, 1988
- La Poésie romantique en toutes lettres, Paris 1989
- (Hrsg. mit Christine Andreucci) Francis Jammes poète. Actes du colloque du cinquantenaire, Pau-Orthez, 25-26 novembre 1988, Pau 1989
- (mit Jean-Jacques Kihm) Marcel Béalu, Paris 1990
- (Hrsg.) Lorand Gaspar, poétique et poésie. Colloque international, 25-27 mai 1987, Pau 1990
- (Hrsg.) Jean-Claude Renard, poétique et poésie. Actes du colloque international, Pau 1990
- (Hrsg.) Marcel Aymé, Œuvres romanesques complètes, Paris 1990 (Bibliothèque de la Pléiade)
- (Hrsg.) Théodore de Banville, Les exilés, Paris 1991
- (Hrsg.) La traduction des poèmes. Colloque du 31 mai 1986, Pau 1991
- (Hrsg.) Paul Verlaine, Oeuvres poétiques complètes, Paris 1992 (Bouquins)
- (Hrsg. mit Antonio Ferreira de Brito) Horizons d'Edouard Glissant. Actes du colloque international, [Porto, 24 au 27 octobre 1990], Pau 1992
- (Veranstalter) Pierre Oster. Poétique et poésie. Actes du colloque du CRPC les 26-27-28 mai 1992, hrsg. von Christine Van Rogger Andreucci, Pau 1994
- (Veranstalter) Approches de Jacques Réda. Actes du colloque  organisé [par le] Centre de recherches sur la poésie contemporaine, à l'Université de Pau le 8 juin 1991, hrsg. von Christine Van Rogger Andreucci, Pau 1994